# 岐阜県道232号今尾大垣線
岐阜県道232号今尾大垣線（ぎふけんどう232ごう いまおおおがきせん）とは、岐阜県海津市と岐阜県大垣市を結ぶ一般県道である。

## 概要
揖斐川沿いの県道である。起点の今尾橋から福束大橋までは左岸の、福束大橋から終点の揖斐大橋までは右岸の堤防道路である。
岐阜県海津市平田町今尾の今尾橋（岐阜県道213号養老平田線交点）が起点で、揖斐川左岸に沿い北に向かう。安八郡輪之内町福束の福束大橋を渡り、今度は揖斐川右岸を北上する。大垣市に入り、名神高速、東海道新幹線のガードをくぐる。大垣市三本木町の揖斐大橋西交差点（岐阜県道31号岐阜垂井線〔旧国道21号〕）が終点。

### 路線データ
- 起点：岐阜県海津市今尾（岐阜県道213号養老平田線交点）
- 終点：大垣市三本木町 揖斐大橋西交差点（岐阜県道31号岐阜垂井線、岐阜県道261号脛永万石線交点）
- 延長：12.064km

## 地理
全線にわたり、揖斐川に沿って進む。

### 通過する自治体
- 岐阜県
  - 海津市
  - 養老郡
    - 養老町

  - 安八郡
    - 輪之内町

  - 大垣市

### 重複区間
- 岐阜県道220号安八海津線（海津市平田町今尾）
- 岐阜県道30号羽島養老線（安八郡輪之内町 福束大橋東詰交差点 - 福束大橋西詰交差点）

## 主な接続道路
- 岐阜県道213号養老平田線（海津市平田町今尾）
- 岐阜県道220号安八海津線（海津市平田町今尾）
- 岐阜県道30号羽島養老線（安八郡輪之内町 福束大橋東詰交差点、福束大橋西詰交差点）
- 岐阜県道18号大垣一宮線（大垣市 大垣大橋西交差点）
- 岐阜県道193号大垣江南線（大垣市大村 大安大橋西交差点）
- 岐阜県道31号岐阜垂井線、岐阜県道261号脛永万石線（大垣市万石 揖斐大橋西交差点）

## 周辺
- 大垣市立川並小学校
- 大垣フォーラムホテル

## 別名
- 水郷街道（海津市）
- 伊勢道（海津市、養老町、輪之内町、大垣市）